# Dimentico tutto
Dimentico tutto è un singolo della cantautrice italiana Emma, pubblicato il 21 giugno 2013 come secondo estratto dal terzo album in studio Schiena.

## Descrizione
Scritto e composto da Nesli e Niccolò Bolchi, prodotto da Brando e scandito dalla batteria di Mylious Johnson, Dimentico tutto presenta alcune strofe rap, scritte per l'appunto da Nesli. Al riguardo la cantante ha rivelato la proposta da parte dei suoi produttori di trasformarle in un genere più adatto alle sue corde, rendendole più musicali, ma la stessa ha successivamente voluto lasciarle nello stile rap. Nel brano sono presenti inoltre influenze blues.

In merito alla collaborazione tra l'artista salentina e il rapper Nesli, il produttore Brando ha dichiarato:
La cantante ha interpretato il brano per la prima volta dal vivo in occasione del serale della dodicesima edizione del talent show Amici di Maria De Filippi in duetto con il rapper Moreno, annunciando la sua prossima uscita come singolo. Successivamente, la cantante ha confermato in via ufficiale l'uscita del singolo il giorno antecedente alla sua pubblicazione attraverso la propria pagina Facebook. La cantante ha presentato il singolo anche al Summer Festival 2013.

## Video musicale
Il videoclip, diretto da Luca Tartaglia e pubblicato sul canale Vevo della cantante il 22 giugno 2013, vede Emma nei panni di un'aviatrice che, attraverso alcuni ologrammi, si fa strada fra i suoi ricordi. Le sue memorie però, che svaniscono pian piano, vengono rimosse nella scena finale che vede la cantante immergersi nell'acqua. Nel corso del video, oltre ai panni dell'aviatrice, Emma veste anche con abiti sportivi e con un tutù nero.

Riguardo al video, Brando ha commentato:

## Tracce
Testi e musiche di Francesco Tarducci e Niccolò Bolchi.
1. Dimentico tutto – 3:30

## Formazione
- Emma Marrone – voce
- Brando – produzione
- Mylious Johnson – batteria

## Successo commerciale
Presente nella Top Singoli da tre settimane, Dimentico tutto ha raggiunto la 14ª posizione nella terza settimana, occupando la 27ª in quella precedente. La settimana successiva è salito alla 13ª, posizione massima per il singolo. Il 26 agosto il singolo è stato certificato disco d'oro per le oltre 15 000 copie vendute in digitale. Nel corso della 44ª settimana del 2013, il singolo viene certificato disco di platino per aver venduto oltre 30 000 copie in digitale, riconfermandosi poi anche secondo le nuove soglie applicate a partire da gennaio 2015 con oltre 50 000 copie vendute.

## Classifiche

### Classifiche settimanali
| Classifica (2013) | Posizione massima |
| ----------------- | ----------------- |
| Italia            | 12                |

### Classifiche di fine anno
| Classifica (2013) | Posizione |
| ----------------- | --------- |
| Italia            | 45        |